# Miele-Museum
Das Miele-Museum ist ein technikgeschichtliches Museum zur Firmengeschichte von Miele in Gütersloh. 

## Beschreibung
Es befindet sich in der Konzernzentrale des Hausgeräteherstellers Miele und präsentiert auf 750 m² neben Dokumenten aus der Firmengeschichte rund 200 Ausstellungsstücke aus der Produktion des Unternehmens. Dazu gehören neben Waschmaschinen, Milchzentrifugen, Staubsaugern und Geschirrspülmaschinen auch Handwagen, Fahrräder, Mopeds und Motorräder. Als wertvollstes Exponat gilt das einzig erhaltene Exemplar des Automobils Miele K 3.
Der Eintritt in das Museum ist kostenlos.

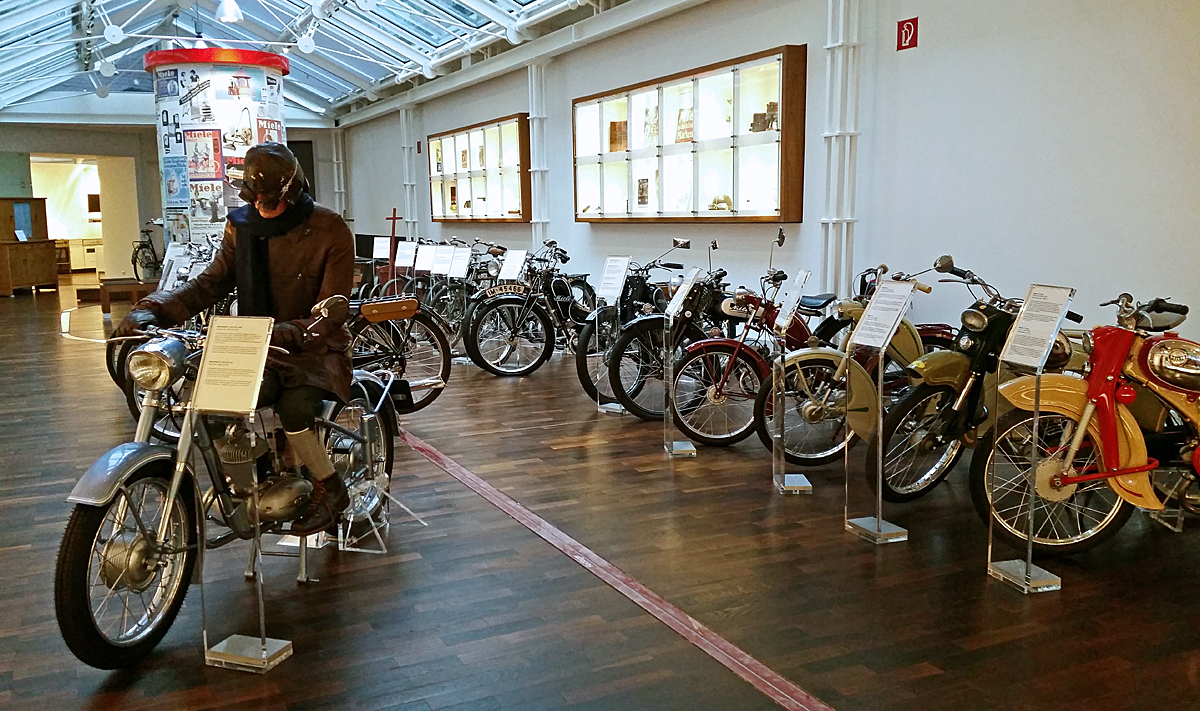
Mieles Beiträge zur Verkehrsgeschichte
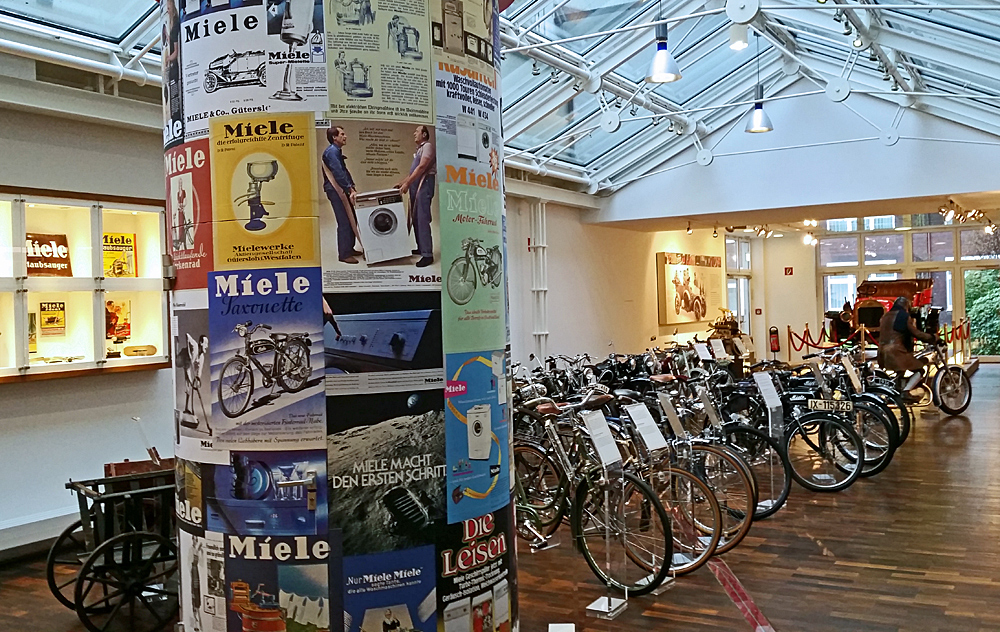
Litfaßsäule mit Miele-Werbung, dahinter Miele-Fahrräder und -Mopeds
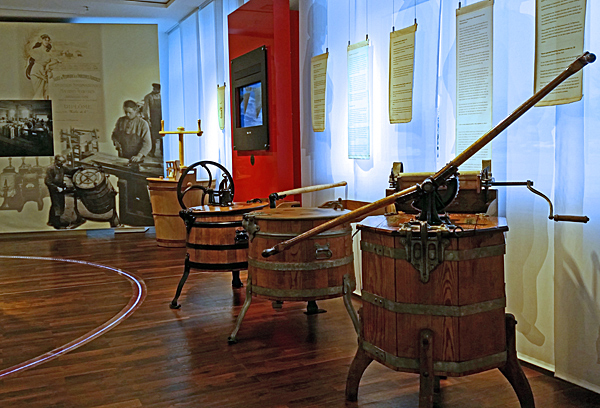
Thema Waschen
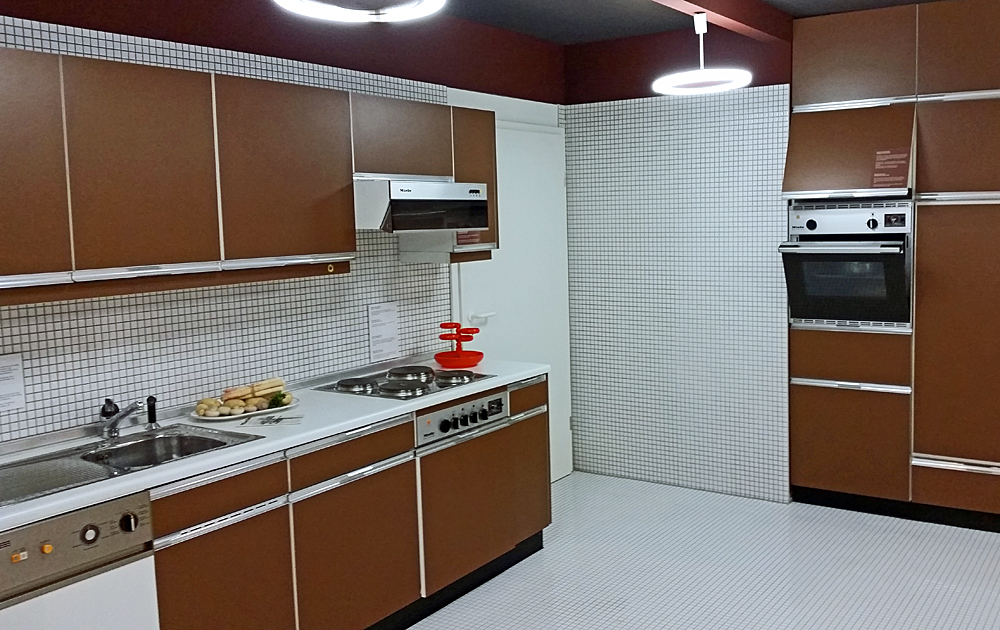
Miele-Küche